# Conrado Rolando
Conrado Julio Francisco Rolando Queirolo (* 9. August 1904 in Montevideo; † 17. Juni 1970 ebenda) war ein uruguayischer Fechter.
Rolando nahm an den Olympischen Sommerspielen 1924 in Paris teil. Während er mit der uruguayischen Degen- und der Säbel-Mannschaft bereits in der Vorrunde scheiterte, hatte er in den Einzelwettbewerben mehr Erfolg. So erreichte mit dem Degen die Viertelfinalrunde und stieß in der Säbel-Konkurrenz gar in die Halbfinalrunde vor.